# Idiocera (Idiocera) bistylata
Idiocera (Idiocera) bistylata is een tweevleugelige uit de familie steltmuggen (Limoniidae). De soort komt voor in het Afrotropisch gebied.